# Tomorrow (Kiss)
Tomorrow è una canzone del gruppo Hard rock statunitense dei Kiss, terzo ed ultimo singolo estratto dall'album Unmasked, pubblicato nel novembre 1980.

## Il brano
Scritta, come molte delle tracce dell'album, da Paul Stanley e dal produttore Vini Poncia, la canzone si rifà a quello stile Pop rock tipico di Unmasked, ma non riuscì a ottenere il successo dei singoli precedenti, raggiungendo solo un 70º posto nelle classifiche tedesche. Nella versione internazionale il singolo presentava come B-side la canzone Naked City, mentre la versione pubblicata in Austria e in Germania figurava Is That You. Il brano trovò spazio anche in un EP pubblicato per il mercato messicano insieme alle canzoni Sure Know Something, Christine Sixteen e She.

## Tracce

### Singolo internazionale
- Lato A: Tomorrow
- Lato B: Naked City

### Versione austriaca e tedesca
- Lato A: Tomorrow
- Lato B: Is That You?

### EP messicano
Lato 1
- Tomorrow
- Sure Know Something

Lato 2
- Christine Sixteen
- She

## Formazione
- Paul Stanley: voce, chitarra ritmica, basso
- Ace Frehley: Chitarra solista[2]

### Collaboratori
- Anton Fig: batteria[2]